# Mohamed Gherainia
Mohamed Ben Mohamed Ben Djilali Gherainia, dit en Roumanie le Prince algérien, né le 5 juillet 1891 à Khemis Miliana (en français Affreville), en Algérie, et décédé le 22 juin ou le 14 octobre 1918 à Slobozia (Roumanie), est un pharmacien et tirailleur algérien, fait prisonnier en France par les Allemands pendant la Première Guerre mondiale, et envoyé dans un camp de prisonniers en Roumanie occupée entre 1916 et 1918. Son engagement dans la résistance locale lui a valu le statut de héros en Roumanie et notamment dans la ville de Slobozia.

## Le contexte
Lors de la Première Guerre mondiale, le royaume de Roumanie, un des pays Alliés, est envahi par les troupes allemandes en fin d’année 1916. Très vite, les ressources du pays sont exploitées par l’occupant (agriculture et pétrole). Afin d’assurer la production agricole, les Allemands y envoient de nombreux prisonniers de guerre français et plus particulièrement des troupes originaires d’Afrique du Nord.  
Durant les hivers rigoureux de Roumanie, les prisonniers ne reçoivent de l’occupant que de la soupe claire et pas de vêtements chauds leur permettant de résister au froid (tout comme les prisonniers roumains d’Alsace-Lorraine). Malgré les réquisitions auxquelles ils sont eux-mêmes soumis, les Sloboziens tentent, par la Croix-Rouge locale, de nourrir et vêtir ces prisonniers affaiblis et frigorifiés, mais les soldats allemands de garde prennent la moitié des dons, et la mortalité décime les prisonniers comme en témoignent les nombreux carrés militaires français de Roumanie, dans tous les lieux où les Allemands ont établi des camps de prisonniers.

## Biographie

### L’identité du « Prince Algérien »
Mohammed Ben Mohammed Ben Djilali Kerainiya (orthographe roumaine : Mahomed Bin Mahomed Bin Gilali Cherainia ou Gherainia) est né le 5 juillet 1891 à Khemis Miliana en Algérie, alors Affreville dans le département français d'Alger. Il s'agirait d'un descendant de deys ou de kadis, le fait n'étant pas certain, mais pour les Roumains, cela équivaut à un titre princier. Il a obtenu, avant la guerre, une licence de pharmacie à Paris mais, étant algérien, c'est en tant que soldat de deuxième classe qu'il est incorporé le 14 octobre 1914 dans un régiment de Tirailleurs algériens (1er ou 9e). Il participe aux combats sur le front occidental et, en 1916, il est fait prisonnier puis envoyé en Roumanie occupée.

### Vie et résistance à Slobozia
En tant que pharmacien, les autorités allemandes le nomment médecin du camp de Slobozia, responsable de l’ensemble des prisonniers nord-africains et sénégalais. Il pratique également en ville, sous escorte, compensant le manque de moyens médicaux pour les civils. Il gagne alors, par son implication, son surnom de « prince Algérien » auprès des Roumains.
En septembre 1918, il apprend par un officier austro-hongrois que les troupes roumaines et françaises approchent. Mohamed monte alors, avec Drăgan, chef de la résistance roumaine, un plan le libération du camp et de la ville pour le cas où l’Armée d’Orient arriverait en Roumanie.

### La mort du Prince Algérien
C’est dans ce cadre qu’intervient sa mort, dont les détails ne sont pas établis. 
D’après Cultul eroilor noștri paru en 1924, c’est lors d’une sortie pour rencontrer la résistance, qu’il est surpris par une patrouille allemande, probablement en chasse après lui. Blessé par un tir, il crie alors « Roumains ! Nos frères s’approchent ! Roumains ! ». Il est alors abattu, ou bien capturé et fusillé peu après par un peloton d'exécution. 
Slobozia et son camp seront libérés par l'armée roumaine moins d'un mois après la mort du « Prince ».

## Le souvenir du prince

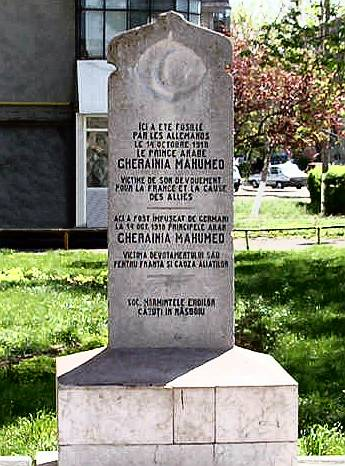
Monument commémoratif situé sur le lieu de l’exécution du Prince Algérien.

Plusieurs monuments à la mémoire de Mahomed Gherainia sont visibles en Roumanie, dont deux à Slobozia.
Sa tombe est située dans le cimetière des héros (aménagé en 1932), dans la rue Eternității (de l'Éternité) no 2. Elle est surmontée d’un obélisque.
Un monument érigé en ville sur le lieu de son exécution est toujours visible. Il porte la mention suivante, en français et roumain : 

« Ici a été fusillé par les Allemands le 14 octobre 1918, le prince arabe Mahomed Gherainia victime de son dévouement pour la France et la cause des alliés. »